# Russelia grandidentata
Russelia grandidentata är en grobladsväxtart som beskrevs av Carlson. Russelia grandidentata ingår i släktet Russelia och familjen grobladsväxter. Inga underarter finns listade i Catalogue of Life.